# Pani Bovary

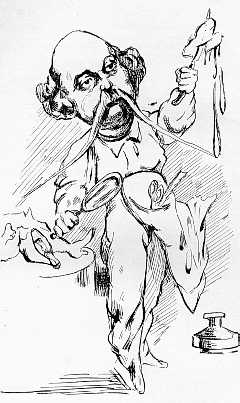
Flaubert preparuje Madame Bovary. Karykatura autorstwa A. Lemota (La Parodie, 1869)

Pani Bovary – wydana w 1857 roku powieść realistyczno-psychologiczna Gustave’a Flauberta o miłości naiwnego wdowca – doktora Karola Bovary’ego – do pozornie cnotliwej córki jego pacjenta – Emmy Rouault. Autor ukazuje w książce upadek kobiety już w chwili zawarcia przez nią związku małżeńskiego.
Utwór umieszczony został w index librorum prohibitorum dekretem z 1864 roku.

## Okoliczności powstania

### Inspiracje
Od początku swojej działalności literackiej Flaubert interesował się tematem kobiety łamiącej tradycyjne normy obyczajowe. Po raz pierwszy wątek ten zawarł w napisanym w wieku 15 lat opowiadaniu Namiętność a cnota, którego bohaterka, Mazza Willer, zdradza swojego męża-bankiera, zostaje porzucona przez kochanka, zabija swojego męża i dzieci, wreszcie popełnia samobójstwo. Postać Mazzy miała w jego zamyśle pokazywać, w jak łatwy sposób kobieta pod wpływem pożądania porzuca wszelkie moralne konwenanse i staje się niewolnicą własnej namiętności. Dalsze refleksje nt. postawy niewiernych żon nasunęła Flaubertowi lektura Fizjologii małżeństwa Balzaka. M.in. pod jej wpływem stwierdził on, iż kobieta dopuszczająca się zdrady jest bardziej kobieca niż ta, która tego nie czyni.
Według wersji rozpowszechnianej przez Maxime'a du Campa, podanej w wątpliwość przez późniejszą krytykę, ostateczną inspiracją dla Pani Bovary była historia rodziny wiejskiego lekarza Delamare, wielokrotnie zdradzanego przez ukochaną żonę. Kobieta ta, po kilkakrotnym okradzeniu męża w celu zdobycia środków dla kolejnych kochanków, popełniła ostatecznie samobójstwo, zostawiając kilkuletnią córkę. Jej mąż, nie mogąc się z tym pogodzić, również się otruł. Zdaniem F. Browna bardziej możliwe jest, że pierwowzorem Emmy Bovary były znane Flaubertowi kobiety prowadzące podobny tryb życia: Louise Colet i Louise Pradier.

### Praca nad powieścią
Między latem 1851 a marcem 1852 Flaubert ukończył połowę pierwszej z trzech części Pani Bovary. Od tego momentu relacjonował dalsze prace w listach do Louise Colet, opisując postępy w tworzeniu tekstu oraz rozważania nad jego stylem i formą. W następujący sposób przedstawiał zaplanowany styl powieści:

Nie sądzę, żebyś miała pojęcie o tym, co to jest za książka. Staram się być w niej tak uporządkowany, jak byłem bałaganiarski wszędzie indziej, i podążać po geometrycznie wytyczonej linii. Żadnego liryzmu, żadnych refleksji, osobowość autora jest tu nieobecna. Czytanie tego nie będzie zabawą

## Fabuła
Karol Bovary, z zawodu lekarz, zostaje wyswatany przez nieustannie ingerującą w jego życie matkę z podstarzałą, bardzo brzydką, ale za to podobno bogatą wdową po komorniku z Dieppe – Heloizą Dubuc. Po ślubie okazuje się, że kobieta jest apodyktyczna i nad wyraz podejrzliwa (zwłaszcza gdy mąż często odwiedza swego pacjenta i jego piękną córkę Emmę). Na jaw wychodzi również fakt o jej zatajonym kredycie hipotecznym. Heloiza po kłótni z rodzicami Karola, czując się osaczoną i wyszydzaną przez społeczeństwo, nie wytrzymuje napięcia i w wyniku krwotoku płucnego umiera.
Karol po śmierci Heloizy czuje się osamotniony. Coraz częściej zaczyna bywać w domu pana Rouault. Zauroczony jest Emmą, która nie odrzuca jego zalotów. Karol oświadcza się Emmie przez jej ojca i zostaje przyjęty. Po odczekaniu okresu żałoby odbywa się długie i piękne wesele. Jednak już po kilku dniach Emma, tytułowa pani Bovary, zdaje sobie sprawę z faktu, że nie darzy uczuciem swojego małżonka, który wydaje jej się prosty, pusty, mało atrakcyjny. Marzy o miłości idealnej, niezwykłej, opisywanej w romansach i powieściach Waltera Scotta. Jej odczucia stopniowo nasilają się od momentu, gdy spędza wieczór na balu u markiza d'Andervilliers. Poznaje świat francuskiej arystokracji, pod którego wpływem zaczyna się zmieniać. Z czasem staje się to przyczyną zaburzeń psychicznych.
Kobieta staje się rozrzutna. Rujnuje majątek męża. Po roku małżeństwa rodzi córkę, nie jest jednak dobrą matką. Raz rozpieszcza Bertę, to znów ją zaniedbuje. Niemal nawiązuje romans z Leonem, po jego wyjeździe do Paryża poznaje arystokratę Rudolfa Boulanger, z którym przeżywa burzliwy, namiętny i tragiczny w skutkach romans. W swoim kochanku cały czas poszukuje amanta z książek i idealnego mężczyzny. Znudzony, a nawet przerażony jej miłością i planami wspólnej ucieczki, hrabia listownie zrywa tę znajomość, doprowadzając Emmę do długotrwałej choroby. Chorą opiekuje się mąż. Po wyzdrowieniu pani Bovary powraca na krótki okres do swojej roli matki i żony. Podczas wyjazdu do Rouen na przedstawienie Łucji z Lammermooru w jednej z lóż spotyka swojego dawnego adoratora Leona, co doprowadza do kolejnego romansu.
Kobieta oszukuje swojego męża, co dzień wymyśla nowe kłamstwa. Żyje w świecie ułudy, nie chcąc dopuścić do siebie realiów. Zaniedbuje dom i rodzinę. Teściowa zarzuca jej lenistwo i ateizm. Nikt jednak nie wie o jej niewierności, a zaślepiony pan Bovary wierzy jej wyjaśnieniom.
Pewnego dnia pani Bovary zostaje powiadomiona o swym kolosalnym zadłużeniu. Nie jest w stanie spłacić długów za luksusowe towary, jakie nabyła, a wierzyciele żądają wyegzekwowania kwoty. Zdesperowana Emma zwraca się z prośbą do Leona, a także Rudolfa Boulanger o szybką pomoc materialną, ci jednak nie mogą i nie chcą pokryć jej wysokich długów. Pani Bovary, zrujnowana finansowo, rozważa zajęcie się prostytucją. W końcu decyduje się popełnić samobójstwo – zatruwa się arszenikiem i, mimo starań męża, umiera.
Karol Bovary w dalszym ciągu nie wie o cudzołóstwie żony i nadal żyje w przekonaniu o czystości Emmy. Ma żal do Boga o odebranie mu ukochanej małżonki i zostaje ateistą. Spłaca także długi zmarłej żony. Pewnego dnia odnajduje listy Emmy, świadczące o jej romansach z Rudolfem i Leonem. Załamany, umiera, opuszczając kilkuletnią córkę.

## Postać bohaterki tytułowej
Wychowana w klasztorze, namiętnie czytająca powieści Waltera Scotta i romanse Emma Bovary przez całe życie tęskni do wyzwolenia z otaczającej ją rzeczywistości, marzy o wielkiej romantycznej miłości. Opisując jej życie, narrator powieści z ironią ukazuje kontrast marzeń Emmy z rzeczywistością: jej mąż Karol przybywa do niej nie na wspaniałym rumaku, jak mityczni rycerze, lecz na zwykłej chabecie; zamiast pełnego przepychu przyjęcia weselnego kobieta jest zmuszona do uczestnictwa w prostackiej, wiejskiej uczcie. Kobieta traktuje swoje życie jako serię ról do odegrania: poszukując nieosiągalnego szczęścia, udaje kolejno żarliwą katoliczkę i kochającą małżonkę. Według określenia Browna:

Zbyt przyziemna, by się unosić, a zbyt płocha, by znaleźć szczęście na ziemi, jest aktorką przeżywającą życie "na niby"

Przełomowym momentem w życiu Emmy jest udział w arystokratycznym balu u markiza d'Andervilliers, w czasie którego kobieta ostatecznie ulega fascynacji życiem wyższych sfer, nie dostrzegając, jak bardzo ich przedstawiciele różnią się od szlachciców-bohaterów czytanych przez nią powieści. Symbolicznym wyrazem przepaści między wyidealizowanym światem Emmy a rzeczywistością jest opis sali bilardowej, w której grupa arystokratów gra w bilard pod portretami swoich przodków, uczestników wojen; dawna odwaga szlachty została ukazana jako zmieniona w zamiłowanie do życia wypełnionego rozrywką.
Ważną rolę w kreacji postaci odgrywa symbolika luster i okien. Motyw przeglądania się bohaterki w lustrze towarzyszy jej próbom odnalezienia w życiu romantyzmu, przeżycia namiętności znanej jej z powieści, obserwacja własnej postaci w zwierciadle ekscytuje jej wyobraźnię. Z kolei spojrzenie przez okno prowadzi ją każdorazowo do częściowego zrozumienia, iż jej marzenia nie mają związku z prawdziwym życiem. Na przykład w czasie balu dźwięk szyby tłuczonej przez lokaja i spojrzenie w tę stronę sprawiają, iż Emma przypomina sobie życie na wiejskiej fermie swojego ojca. Przy oknie kobieta czyta również pożegnalny list od swojego kochanka, który ją porzucił.